# Hold On (песня 50 Cent)
Hold On — сингл американского рэпера 50 Cent, с его альбома Animal Ambition, который вышел 18 марта, 2014 года.

## Список композиций
Цифровая дистрибуция
- «Hold On»

## Видеоклип
18 марта, 2014 года был выпущен видеоклип на сингл «Hold On». Режиссёр клипа Eif Rivera.

## Позиции в чартах
| Чарт (2014)                              | Пик позиция |
| ---------------------------------------- | ----------- |
| Germany (Deutsche Black Charts)          | 40          |
| UK Singles (The Official Charts Company) | 199         |
| Великобритания (OCC UK Hip Hop/R&B)      | 38          |
| США (Billboard Hot R&B/Hip-Hop Songs)    | 42          |